# Arroyo Bequeló
Der Arroyo Bequeló ist ein Fluss im Westen Uruguays.
Er entspringt auf dem Gebiet des Departamento Soriano östlich von Egaña und nördlich der Ortschaft Risso. Er mündet im Norden der Stadt Mercedes als linksseitiger Nebenfluss in den Río Negro.